# Tokárivka
Tokárivka (en ucraniano: Токарівка) es un pueblo ucraniano perteneciente al óblast de Mikolaiv. Situado en el sur del país, forma parte del raión de Voznesensk y parte del municipio (hromada) de Veselinove.

## Toponimia
El nombre en otros idiomas de importancia en el asentamiento también es Tokárevka (en ruso: Токаревка). Durante la era soviética y hasta 2016, cuando se cambió su denominación de acuerdo con las leyes de descomunización de Ucrania, se llamaba Kudriavtsivka (en ucraniano: Кудрявцівка; en ruso: Кудрявцевка, romanizado: Kudriavtsevka). 

## Geografía
Tokárivka se encuentra 23 km al oeste de Veselinove y 96 km al noroeste de Mikolaiv. El asentamiento está a 1 km de la frontera del óblast de Odesa.  

## Historia
Tokárivka se fundó como Kolosivka (en ucraniano: Kолосівка), cuyas tierras eran originalmente era propiedad de la princesa Kolosova, quien las arrendó a los arrendatarios alemanes Becker y Zoller. Los trabajadores campesinos y los pobres fueron brutalmente explotados en estas tierras. El pueblo nació cuando se colocó aquí el ferrocarril Odesa-Bajmach, que se puso en funcionamiento en 1914. En 1920, pasó a llamarse Kudriavtsivka para conmemorar a cierto bolchevique Kudriavtsev que fue responsable de la redistribución de la tierra local después de la Revolución de Octubre de 1917.
En 1976, Kudriavtsivka recibió el estatus de asentamiento de tipo urbano.
El 19 de mayo de 2016, la Rada Suprema adoptó la decisión de cambiar el nombre de Kudriavtsivka a Tokárivka, en honor al soldado ucraniano Vitali Tokar (fallecido en la guerra del Dombás), y cumplir con la ley que prohíbe los nombres de origen comunista.
Hasta el 18 de julio de 2020, Tokárivka fue el parte del raión de Veselinove. El raión se abolió en julio de 2020 como parte de la reforma administrativa de Ucrania, que redujo el número de rayones del óblast de Mikolaiv a cuatro. El área del raión de Veselinove se fusionó con el raión de Voznesensk.En 2023, Tokárivka perdió el estatus de asentamiento de tipo urbano debido a la eliminación de este estatus administrativo.

## Demografía
La evolución de la población de Tokárivka entre 1989 y 2022 fue la siguiente:
| 2159                                                          | 2152 | 2064 | 2043 | 2029 | 1989 |
| (Fuente: Cities & Towns of Ukraine y UKRAINE: Größere Städte) |      |      |      |      |      |

Según el censo de 2001, la lengua materna de la mayoría de los habitantes, el 91,31%, es el ucraniano; del 7,48% es el ruso.

## Infraestructura

### Transportes
La estación de tren de Kolosivka, ubicada en Tokárivka, es un cruce de tres líneas que la conectan con Mikolaiv, Pomichna (a través de Voznesensk) y Odesa. Tokárivka se encuentra en la carretera territorial T-15-06.